# 카이누 지역

카이누 지역의 문장

카이누 지역의 위치

카이누 지역(핀란드어: Kainuu, 스웨덴어: Kajanaland)은 핀란드를 구성하는 지역 가운데 하나로, 중심 도시는 카야니이며 면적은 21,567km2, 인구는 84,740명이다. 북포흐얀마 지역, 북카리알라 지역, 북사보 지역과 접하며 동쪽으로는 러시아와 국경을 접한다. 9개 지방 자치체를 관할한다.